# Обсесія
Обсе́сія (від лат. obsessio — «облога», «охоплення») — психопатологічний нав'язливий стан, що виявляється в багаторазовому повторенні думок, які не піддаються свідомому контролю. Обсесії можуть проявлятися у вигляді нав'язливих образів, думок, страхів, бажань; обсесії можуть бути (але не обов'язково) пов'язані з імпульсіями — нав'язливою поведінкою.

## Різновиди обсесії
Найчастіше включають:
- страх перед мікробами або забрудненням;
- страх щось забути, загубити чи втратити;
- страх втратити контроль над своєю поведінкою;
- агресивні думки щодо інших або щодо себе;
- небажані або заборонені думки щодо сексу, релігії чи завдання шкоди;
- бажання мати речі симетричними або в ідеальному порядку.

## Способи боротьби з обсесією

### Підтримка фахівця
Якщо обсесії суттєво впливають на життя, важливо звернутися до психотерапевта або психіатра.

### Свідомість і прийняття
Розуміння та прийняття того, що обсесії є частиною психічного процесу, допомагає зняти частину тривожності.

### Когнітивно-поведінкова терапія
Допомагає змінити негативні думки та реакції на них. Вона вчить знаходити раціональні аргументи, які заперечують обсесії.

### Медитація та релаксація
Регулярна практика медитації та релаксації може знизити рівень тривожності, пов'язаної з обсесіями.